# Penstemon confusus
Penstemon confusus är en grobladsväxtart som beskrevs av Marcus Eugene Jones. Penstemon confusus ingår i släktet penstemoner, och familjen grobladsväxter. Inga underarter finns listade i Catalogue of Life.